# Варош (Калиновик)
Варош је насељено мјесто у општини Калиновик, Република Српска, БиХ. Према попису становништва из 1991. у насељу је живјело 55 становника. По попису становништва из 2013. у насељеном јесту Варош живјело је 5 становника.

## Географија
Село Варош налази се у сјеверном дијелу Општине Калиновик на надморској висини од око 900 метара.

## Становништво
По попису становништва из 2013. године, насељено мјесто Варош имало је 5 становника. Сви становници изјаснили су се као Бошњаци.
| Демографија | Демографија | Демографија |
| Година      | Становника  | Становника  |
| ----------- | ----------- | ----------- |
| 1961.       | 113         |             |
| 1971.       | 117         |             |
| 1981.       | 79          |             |
| 1991.       | 55          |             |
| 2013.       | 5           |             |